# Гвінейниця жовтонога
Гвінейниця жовтонога (Kempiella griseoceps) — вид горобцеподібних птахів родини тоутоваєвих (Petroicidae). Мешкає в гірських і рівнинних тропічних лісах Австралії та Нової Гвінеї.

## Таксономія
Жовтоногу гвінейницю раніше відносили до роду Гвінейниця (Microeca), однак після публікації 2011 року результатів молекулярно-філогенетичного дослідження цей вид перемістили до відновленого роду Жовтонога гвінейниця (Kempiella).
Виділяють три підвиди:
- K. g. griseoceps De Vis, 1894 (північний захід і північ Нової Гвінеї);
- K. g. occidentalis Rothschild & Hartert, 1903 (південь і південний схід Нової Гвінеї);
- K. g. kempi (Mathews, 1913) (півострів Кейп-Йорк, північ Австралії).